# Dronninggambit
 Denne artikel omhandler skakåbningen dronninggambit. Opslagsordet har også en anden betydning, se Dronninggambit (miniserie).
Dronninggambit er en skakåbning, der starter med trækkene:
1. d4 d5
2. c4
Det er en af de ældste åbninger man kender, idet den er blandt de åbninger, som nævnes i Göttingenmanuskriptet fra 1490, og Gioachino Greco analyserede den i 1600-tallet.
og det er stadig almindeligt at spille den i dag. Den bliver traditionelt beskrevet som en gambit, fordi Hvid synes at ofre sin c-bonde, men da Sort ikke kan fastholde bonden uden få en dårligere stilling, så betragter nogen det som en fejlslutning.